# 山路健
山路  健（やまじ たけし)、1918年3月31日 - 1999年6月8日）は、日本の農業史学者、食文化研究家、文筆家。

## 生涯
三重県生まれ。筆名・梶山健。慶応義塾大学法学部法律学科卒業。
1952年農業発達史調査会研究員として『日本農業発達史』の執筆に参加。1959年より農政調査委員会、1960年企画部長、常任理事、専門委員。『食の科学』（光琳）編集長。1986年から文筆活動に専念。
1988年「文化的・社会経済的視座から考察した「食」の変貌に関する研究」で東京農業大学農学博士。

## 著書
- 『語録の暦 現代の名家12名の思想』梶山健 明治書院 1964
- 『終焉のことば』梶山健　真珠書院 1967
- 『世界の名言 東洋の知恵』梶山健 明治書院 1972
- 『世界の名言 聖書の知恵』梶山健 明治書院 1973
- 『世界の名言 西洋の知恵』梶山健 明治書院 1973
- 『世界の名言 民衆の知恵』梶山健 明治書院 1973
- 『世界の名言 臨終のことば』梶山健 明治書院 1973　のちPHP文庫
- 『食と文明』御茶の水書房 1976
- 『食糧革命』東洋経済新報社 東経選書 1977
- 『飽食と粗食』丸ノ内出版 食の科学叢書 1980
- 『現代食文明考 飽食の運命』文化評論社 1982
- 『地獄の格言 閻魔庁の法典より』梶山健 明治書院 1983
- 『飽食の社会学 日本人の胃袋を考える』家の光協会 1984
- 『暗の食卓明の食卓 食卓』日本経済評論社 <食>の昭和史 1987
- 『食卓のパロディー アンチ・グルメの辞典』農山漁村文化協会 1988
- 『文化的・社会経済的視座から考察した「食」の変貌に関する研究』日本経済評論社 1988
- 『ニッポン劣等食文化 「つくる」と「たべる」の間』農山漁村文化協会 1990
- 『飽食の軌跡 食・農15話』日本経済評論社 1991
- 『食の履歴書 辛口談義11話』ドメス出版 1998
- 『明治・大正・昭和の世相史 上巻(明治・大正編)』明治書院 2001
- 『明治・大正・昭和の世相史 下巻(昭和編)』明治書院 2001

### 編著
- 『世界のことわざ 和洋対比2千句』梶山健編 明治書院 1963
- 『世界の名言集 思想を鋳造した2千句』梶山健編 明治書院 1963
- 『2430の名言 古今東西800人の知恵』梶山健編 明治書院 1964
- 『世界名言事典』梶山健編 明治書院 1966
- 『農業百年かわら版 生きている農業のことば』寺山義雄共著 家の光協会 1968
- 『図説・日本農業のすべて』小山智士共著 家の光協会 1969
- 『図説・日本の農業』小山智士共著 家の光協会 1972
- 『図説・世界の食料』小山智士共著 家の光協会 1974
- 『世界引用句事典 名言・格言・俚諺』梶山健編 明治書院 1979
- 『図説・日本の農業と食糧』編 家の光協会 1980
- 『男と女 語録1』梶山健編 明治書院 1992
- 『人間とは 語録2』梶山健編 明治書院 1992
- 『人生とは 語録3』梶山健編 明治書院 1992
- 『仕事と職業 語録4』梶山健編 明治書院 1992
- 『世界ことわざ辞典 和漢洋対照』梶山健編 明治書院 1992
- 『世界名言大辞典』梶山健編著 明治書院 1997

### 翻訳
- ジョージ・R.スチュワート『人間自叙伝』明治書院 1950
- ジョージ・R.スチュワート『吾輩は人間である』明治書院 1951
- オールコック『大君の首府 日本における三年間』抄訳 農業発達史調査会資料 1952
- アイザック・ドイッチャー『スターリン 政治的評伝』上下、文藝春秋新社 1953‐1954
- トム・デール,ヴァーノン・ギル・カーター『世界文明の盛衰と土壌』農林水産業生産性向上会議 1957
- A.G.ハワード『農業聖典』農林水産業生産性向上会議 1959　日本経済評論社 1985
- G.ウィリアム・スキンナー『タイ国における華僑社会 その指導力と権力』アジア経済研究所 1961
- P.L.イェーツ『西欧における食糧・土地・人力』農政調査委員会 1962
- ダグラス・H.K.リー『熱帯における気候と経済開発』農林水産生産性向上会議 海外農業移住者指導書 1963
- V.G.カーター, T.デール『土と文明』家の光協会 1975
- レスター・R・ブラウン『国境なき世界』杉崎真一共訳 家の光協会 1976

## 論文
- 山路健